# Samtgemeinde Bevern
La comunità amministrativa di Bevern (Samtgemeinde Bevern) si trova nel circondario di Holzminden nella Bassa Sassonia, in Germania.

## Suddivisione
Comprende 4 comuni:
1. Bevern (comune mercato)
2. Golmbach
3. Holenberg
4. Negenborn

Il capoluogo è Bevern.